# Die syrische Braut
Die syrische Braut (hebräisch הכלה הסורית, englischer Filmtitel The Syrian Bride) ist ein Film des israelischen Regisseurs Eran Riklis.

## Inhalt
Mona aus Majdal Shams, einem drusischen Dorf in dem von Israel annektierten Teil der Golanhöhen, soll den syrischen Fernsehstar Tallel aus Damaskus heiraten. Der Bräutigam, den sie nur aus dem Fernsehen kennt, wurde für sie von ihrer Familie ausgesucht. Um sich vermählen zu können, muss sie ihre Familie für immer verlassen, denn wenn sie die Grenze nach Syrien einmal überschritten hat, wird Mona nie mehr in ihre Heimat zurückkehren können, da Israel und Syrien verfeindet sind. Mona hat keine Staatsangehörigkeit (Staatsangehörigkeit unbestimmt) und würde durch den Grenzübertritt Syrerin werden. Für Mona bedeutet die Heirat nicht nur den endgültigen Abschied von ihrer Familie, der ihr sichtlich schwerfällt, sondern auch eine Befreiung von deren traditionellen Zwängen. So begibt sich am Hochzeitstag die Braut, begleitet von der ganzen Familie, mit gemischten Gefühlen auf den Weg zur Grenze. Doch hier scheint die monatelang geplante Hochzeit plötzlich an den unerwarteten bürokratischen Hürden der israelischen und syrischen Grenzbeamten zu scheitern. Eine UN-Mitarbeiterin vermittelt.

## Kritik
„Die syrische Braut ist ein nachdenklicher, trauriger und zugleich urkomischer Film über die Absurditäten, die die große Politik schafft und die ganz unmittelbare und lebenspraktische Auswirkungen auf das Leben der ‚einfachen Leute‘ hat, eine kraftvolle Parabel auf den Nahost-Konflikt, bei der das einzig Würdevolle die stoische Gelassenheit und Schicksalsergebenheit der jungen Braut ist. Sehenswert!“

„Die syrische Braut ist ein politischer Film, der sich mit den Auswirkungen der zwischenstaatlichen Entscheidungen auf das Privatleben der betroffenen Menschen auseinander setzt und diese auf unspektakuläre, aber sehr wirkungsvolle Weise kritisiert.“

„… beschönigt keine der beiden Seiten, zeichnet vielmehr ein sehr realistisches Bild sehr surrealer Verhältnisse. In denen […] die Männer trotzig auf ihren Positionen beharren, während die Frauen sanfte, kleine Veränderungen wagen. So gesehen ist ‚Die syrische Braut‘ auch ein Emanzipationsfilm, mit Grenzüberschreitungen im realen wie im übertragenen Sinn. Ein bewegendes Werk, das eine klare politische Botschaft hat und sie doch nicht vor sich her trägt wie die Demonstranten im Film.“

„Es ist ein modernes Gesellschaftspanorama von Balzac’schen Ausmaßen, das Riklis aufreißt – und das neben allen Bedrückungen nie an Witz verliert. Am Ende läuft alles auf die Grenze zu, die Mona überschreiten muss, und wie sich dort israelische und syrische Beamte ein bürokratisches Duell liefern …“

„Die klug komponierte Tragikomödie verdeutlicht am individuellen Schicksal die Willkür der Politik. Dabei macht sie die Gräben und Grenzen sichtbar, die nicht nur Völker, sondern auch Familien trennen, und die scheinbar nur durch persönlichen Mut überwunden werden können.“

## Auszeichnungen
Der Film hat die Publikumspreise des Filmfestivals Locarno 2004 und des World Film Festival in Montréal 2004 sowie den Preis der Jury des Filmfestivals Bastia 2004 gewonnen.
Ebenfalls wurde der Film mit sieben Nominierungen beim israelischen Filmpreis Ophir Award bedacht. (Beste Regie, Bester Hauptdarsteller, Beste Hauptdarstellerin, Beste Nebendarstellerin, Bestes Drehbuch, Bester Schnitt, Bestes Kostümdesign)
Außerdem erhielt er zwei Nominierungen beim Europäischen Filmpreis 2005, nämlich einmal für die Beste Filmmusik von Cyril Morin und für Hiam Abbass den Jameson-Publikumspreis als Beste Darstellerin.